# Rhadinaea stadelmani
Espèce
Statut de conservation UICN

 EN B1ab(iii) : En danger
Rhadinaea stadelmani  est une espèce de serpents de la famille des Dipsadidae.

## Répartition
Cette espèce est endémique du Guatemala. Elle se rencontre entre 1 600 et 2 840 m  dans la Sierra de los Cuchumatanes et les Montañas del Cuilco.

## Étymologie
Cette espèce est nommée en l'honneur de Raymond Edward Stadelman (1907–1991) qui a collecté l'holotype.

## Publication originale
- Stuart & Bailey, 1941 : Three new species of the genus Rhadinaea from Guatemala. Occasional Papers of the Museum of Zoology, University of Michigan, no 442, p. 1–11 (texte intégral).